# Sommer-Paralympics 2016/Teilnehmer (Trinidad und Tobago)
| stlisierte Goldmedaille | stlisierte Silbermedaille | stlisierte Bronzemedaille |
| ----------------------- | ------------------------- | ------------------------- |
| 1                       | 1                         | 1                         |

Trinidad und Tobago entsandte zu den Paralympischen Sommerspielen 2016 in Rio de Janeiro drei Athleten. 

## Teilnehmer nach Sportart

### Leichtathletik
Männer:
- Akeem Stewart (Diskuswurf F43/44 (Silbermedaille) und Speerwurf F42/43/44 (Goldmedaille))

Frauen:
- Nyoshia Cain (100 und 200 Meter T43/44 (Bronze über 100 m))

### Schwimmen
Frauen:
- Shanntol Ince (50, 100 und 400 Meter Freistil, 100 Meter Schmetterling S9)